# Gongromastix ignigena
Gongromastix ignigena är en tvåvingeart som beskrevs av Jaschhof 2002. Gongromastix ignigena ingår i släktet Gongromastix och familjen gallmyggor.
Artens utbredningsområde är Sverige. Arten är reproducerande i Sverige. Inga underarter finns listade i Catalogue of Life.